# Stefan Kiraj
Stefan Kiraj (Spremberg, 11 de mayo de 1989) es un deportista alemán que compite en piragüismo en la modalidad de aguas tranquilas. Ganó tres medallas en el Campeonato Mundial de Piragüismo entre los años 2011 y 2017, y dos medallas de plata en el Campeonato Europeo de Piragüismo, en los años 2016 y 2017.

## Palmarés internacional
| Campeonato Mundial | Campeonato Mundial       | Campeonato Mundial | Campeonato Mundial |
| Año                | Lugar                    | Medalla            | Competición        |
| ------------------ | ------------------------ | ------------------ | ------------------ |
| 2011               | Szeged (Hungría)         | Medalla de bronce  | C1 4 × 200 m       |
| 2013               | Duisburgo (Alemania)     | Medalla de plata   | C1 4 × 200 m       |
| 2017               | Račice (República Checa) | Medalla de oro     | C4 1000 m          |
| Campeonato Europeo |                          |                    |                    |
| Año                | Lugar                    | Medalla            | Competición        |
| 2016               | Moscú (Rusia)            | Medalla de plata   | C2 200 m           |
| 2017               | Plovdiv (Bulgaria)       | Medalla de plata   | C4 1000 m          |